# Евльский театр
Здание театра — памятник архитектуры конца XIX века, яркая достопримечательность шведского города Евле. Театр не имеет собственной труппы, являясь гастрольным. В 1983 году с его тыльной стороны было пристроено ещё одно театральное здание, где разместился Народный театр лена Евлеборг.
Старый городской театр Евле, построенный в 1840 году, был уничтожен крупным городским пожаром 1869 года. Для нового современного театра городской совет предоставил участок напротив городской ратуши. В конкурсе эскизов участвовали три шведских архитектора — Густав Даль, Эрнст Якобссон и Аксель Фредерик Нюстром. Выбрали проект Нюстрома, вдохновлённый формами Парижской оперы. К строительству приступили в 1876 году, а 13 февраля 1878 года новый каменный театр был открыт пятиактным спектаклем «Дон Сезар де Базан» Филиппа Дюмануара и Адольфа д’Эннери в антрепризной постановке Давида Людвига Оттерстрёма. Билеты на премьеру стоили дорого — от 10 до 15 крон, однако многие местные буржуа заплатили гораздо больше, оказывая поддержку театру.
В то время театр служил не только площадкой для зрелищ, но и местом, где представители высшего и среднего класса шведского общества могли встречаться, знакомиться и общаться. Театр играл чрезвычайно важную роль, посещение его несколько раз в год было непременной частью общественной жизни. Последние спектакли активно обсуждались, городские газеты писали о театре почти каждый день.
Новый театр в Евле был построен в соответствии с самыми современными течениями. Если ещё в середине XIX века было принято скрывать за элегантным фасадом необходимые технические атрибуты театрального здания, то в Евле взору открыты и полукупол зрительного зала, и высокая крыша над сценой, позволяющая поднимать расписные задники и декорации. Трёхчастный главный фасад с тремя входными дверями увенчан бюстами Моцарта, Шекспира и Мольера. Сейчас стены театра выкрашены в жёлтый цвет, но изначально он был белым или светло-серым.
Зрительный зал Евльского театра был рассчитан на 632 места. На лучших местах — в партере и шести ложах бенуара — зрители сидели в ротанговых креслах. Два балкона были оснащены деревянными скамьями. В фойе театра, расписанное в стиле неоренессанса, допускали только зрителей с билетами в партер и ложи. Остальные могли наблюдать за богатой публикой через несколько небольших окошек.
Евльский театр освещался газом, уже на лестнице при входе стояло два газовых торшера. В зрительном зале висела большая стеклянная люстра с 96 газовыми рожками. Газовые светильники, освещавшие сцену, были снабжены цветными стёклами, с помощью которых можно было получать красный и зелёный свет. Узел регулировки освещения находился под сценой, в её левой части. Серьёзное внимание уделялось пожарной безопасности. Было предусмотрено несколько аварийных выходов. Зрительный зал, сцену, другие помещения оснастили пожарными гидрантами и рукавами, а также специальными душевыми насадками, на тот случай, если на актёре загорится сценический костюм.
В 1910 году Евльский театр перешёл на электрическое освещение. 1985 год ознаменовался глубокой реставрацией и реконструкцией театра, отмеченной шведской архитектурной премией Каспера Салина. В настоящее время Евльский театр предоставляет сцену всему спектру представлений — драматическим постановкам, опере, мюзиклу, цирковым шоу, стендапу.